# Sveti Lebuin
Lebuinus (izgovor: Lebuïnus, anglosaško : Liafwin ) (rojstni podatki neznani - Deventer, ok. 773  ) je bil anglosaški misijonar iz osmega stoletja. Bil je kanoniziran. Je zavetnik Deventerja.

## Življenje v Nizkih deželah
Lebuinus se je rodil anglosaškim staršem v Angliji, vendar je večino življenja preživel na Nizozemskem. Leta 754 se je javil vodji utrechtske cerkve, Gregorju Utrechtskemu. Ta ga je napotil, naj pokristjani Sase na območju današnjega Gelderlanda in Overijssela. Zaradi Lebuinovega uspešnega pridiganja je vse več prebivalcev območja opuščalo pogansko saško vero v korist krščanstva. Vendar se je pojavila tudi poganska reakcija in nekateri saksonski voditelji so Lebuinovo prozelitiziranje uničili. V odgovor na preganjanje se je Lebuin odpravil na generalni saški zbor Dingov v Markelo ( Marclo, morda na Dingspelerbergu ), kjer se je čudežno izognil maščevanju saških voditeljev. Možno pa je tudi, da se je to dejstvo in čudež zgodilo v izginulem naselju z istim imenom blizu Nienburga/Weserja v Spodnji Saški v Nemčiji.
Zgodnjesrednjeveških hagiografij in zgodovinskih del ne smemo brati kot besedil, v katerih so avtorji zapisali zgodovinska dejstva in dogodke. Avtorji hagiografij niso imeli takšnega namena; predvsem so želeli s svojo »biografijo« protagonistu podeliti status s poveličanjem, ki bi mu omogočil, da bi ga častili kot svetnika. Tudi dve hagiografiji, ki opisujeta Lebuinova dejanja na saškem zboru – anonimni Vita Antiqua iz okoli leta 850 in Vita Lebuini, ki ga je napisal Hucbald (imenovan tudi Hucbaldus) okoli leta 920 – je treba obravnavati previdno. Da ta dva življenjepisa ne predstavljata zgodovinskih dejstev, je bilo že od samega začetka jasno v zgodovinskih raziskavah Lebuina. Tako anonimni avtor kot Hucbaldus na primer navajata, da je Lebuin v svojem nagovoru saškemu zboru povedal stvari, ki se v Lebuinovem času še niso zgodile. Avtorja sta se opirala na njegovo retrospektivo. Če se Sasi ne bodo spreobrnili, je grozil Lebuin, bo kralj v sosednji deželi pripravljen vdreti v vašo deželo, jo oropati in opustošiti ter izčrpati vašo moč v mnogih vojnah. Odpeljal vas bo v izgnanstvo, vam odvzel dediščino, vas ubil z mečem in vaše imetje dal komur koli bo želel, nato pa boste postali njegovi sužnji, tako njemu kot njegovim naslednikom. Te Lebuinove grožnje so se povsem ujemale s tem, kar se je zgodilo Sasom v vojni, ki jo je Karel Veliki bojeval proti njim od leta 772 do 804. Bil je kralj v sosednji deželi, ki je bil pripravljen pokristjanjevati Sase z veliko silo. Navsezadnje Lebuin ne bi bil nič drugega kot nepomemben lokalni evangelizator. Timerding (1929) je Lebuinovo odpravo v Marklo opisal kot »dvojno sagenhaft, oder von dem verfasser frei erdichtet«: bodisi izjemno fantastično bodisi izmišljeno. Sklepi Matthiasa Springerja v njegovi knjigi 'Die Sachsen' iz leta 2004 so približno enaki 
Če zgodba o Lebuinovem obisku saškega zbora v Marklu ob Weserju vsebuje zrno resnice, potem lokacije tega Markla ni v Markelu v Twenteju in verjetno tudi ne v Markloheju južno od Nienburga/Weserja. Nemški znanstveniki menijo, da bi lahko šlo za Lohe v občini Bad Oeynhausen, ki je 10 km zahodno od Weserja, ki pa je najmanj verjetna lokacija tega kraja.
Vas Schwarzenmoor, ki leži na vzhodu občine Herford, obdaja stara legenda. V bližini občinske meje z vasjo Lohe v Bad Oeynhausnu, na vogalu ulic Alte Heerstraße in Hilligenböke (sveta bukev), stoji spominski kamen za svetega Lebuina, misijonarja, ki naj bi leta 772 na saškem koncilu v Marklu ob reki Weser pogumno oznanjal evangelij še vedno poganskim Sasom. To je razjezilo Sase, ki so ga nato poskušali ubiti. Tukaj naj bi stala bukev, ki se je zaščitno odprla pred Lebuinom in ga skrila.
Kot del svojih dejavnosti je ustanovil več cerkva na tem območju, vključno s cerkvijo v vasi Wilp blizu Voorsta v Wilpu (Wilpa), kjer mu je saška vdova Averhilde, spreobrnjenka, pomagala pri ustanovitvi župnije in cerkve. Vendar je poganska reakcija vodilnih Sasov uničila številne cerkve, vse do okrepitve frankovske oblasti v poznejših desetletjih. Umrl je okoli leta 773 in je bil pokopan v majhni cerkvi, ki jo je ustanovil v Deventeru in jo je kasneje obnovil sveti Ludger. Na mestu te majhne cerkve je bila v enajstem stoletju zgrajena kolegijska cerkev, posvečena Lebuinu. Nekaj časa je imela status katedrale, a so jo med reformacijo leta 1591 protestanti preuredili v Grote Kerk (Veliko cerkev). Srednjeveško cerkev svete bratovščine, ki je prav tako prišla v roke protestantov, je rimskokatoliška skupnost leta 1803 preuredila. Takrat je bila prav tako posvečena Lebuinu.

## Razmerje z Livinom iz Genta
Lebuin in njegova biografija vsebujeta veliko podobnosti z biografijo (zunaj Nizozemske) veliko bolj znanega svetnika Livina, tako v imenu z izvorom Liafwin/Leofwine kot tudi v drugih osebnih in krajevnih imenih. Poleg tega imata oba svetnika za svoj god 12. november. Trdi se, da je Livinus kopija Lebuina in obratno. Za obe trditvi ni prepričljivih dokazov, vendar je možno, da ločeno čaščena svetnika izvirata od iste osebe.  

## Ikonografija
V krščanski ikonografiji je Lebuin upodobljen v dalmatiki ali mašni obleki. V eni roki drži zlati križ, v drugi pa knjigo. Včasih je na križ pritrjena majhna zastava. 

## Predmeti in relikvije
Muzej Catharijneconvent v Utrechtu hrani kelih, ki je po legendi pripadal Lebuinu. Danes velja prepričanje, da to ni res, saj naj bi bil kelih izdelan v devetem stoletju v Karlovi palačni šoli v Aachnu. V Catharijneconventu so tudi tri tkane relikvije Lebuina: del okrasnega roba kazule ter fragmenti albe in pasu.
Ostanki Lebuinovih posmrtnih ostankov so se nahajali v Lebuinovi cerkvi, kjer so bile po reformaciji procesije z njegovimi relikvijami prepovedane. Te relikvije so zdaj v svete bratovščine v Deventeru.

## Cerkve, ki jih je ustanovil Lebuin
- Zdaj izginula cerkev v Zoeterwoudeju, okoli leta 750.
- Cerkev sv. Lamberta, znana tudi kot Bela cerkev, v Heemseju, med letoma 750 in 762.
- Velika ali cerkev sv. Mihaela v Zwolleju, okoli leta 765.
- Vaška cerkev v Wilpu, okoli leta 765.
- Velika ali Lebuinova cerkev v Deventerju, okoli leta 768.